# Málinská brázda
Málinská brázda  je geomorfologickou částí Cinobanského predhoria, podcelku Revúcké vrchoviny.  Zabírá střední část podcelku, v katastrálním území obcí Málinec, Rovňany a Ozdín v poltárském okrese. 

## Polohopis
Území Málinské brázdy se nachází v západní části Revúcké vrchoviny a rozděluje na dvě části podcelek Cinobanské predhorie. Rozkládá se na obou březích horního toku řeky Ipeľ, pod vodárenskou nádrží Málinec a pokračuje přímo na jih. V severní části se nachází Málinec, na západním okraji střední části leží Ozdín a jeho místní část Bystrička a v jižní části leží Rovňany. Všechny tyto sídla jsou silnicí III. třídy napojené na okresní město Poltár. Málinskou brázdu ze severozápadu lemují Málinské vrchy, podcelek Stolických vrchů, na západě a východě sousedí mateřský podcelek Cinobanské predhorie. Jižním směrem navazuje Poltárska pahorkatina, která je součástí Lučenské kotliny, coby podcelku Jihoslovenské kotliny. 
Celá oblast patří do povodí Ipľa, který však v této již méně hornaté části přibírá jen méně vodnaté přítoky. Nejvýznamnější jsou Ozdínsky a Bystrický potok. Na severním okraji stojí mohutná hráz Vodárenské nádrže Málinec. 

## Chráněná území
Západní část Revúcké vrchoviny leží mimo velkoplošných chráněných území a rovněž se zde nenacházejí žádné maloplošné zvláště chráněné lokality. V blízkosti jihovýchodního okraje leží chráněný areál Rovnianska gaštanica. 

## Turismus
Malinska brázda, jakož i celé Cinobanské predhorie, ležící ve stínu vyšších hornatých oblastí, patří mezi turisticky klidnější oblasti. Přesto i tento kraj nabízí zajímavé lokality, které vyhledávají návštěvníci horního Poiplia. Atraktivní jsou historické památky obcí, jakož i ruiny Ozdínskeho hradu.

### Značené trasy
- po  červeně značené trase z Málinca na Jaseninu (995 m n. m.)
- po  modře značené trase z Málinca do lokality Hrnčiarky
- po  žlutě značené trase z Ozdína přes Ozdínsky hrad na rozc. Pod Soliskom [3]